# سه خواهر (مجموعه تلویزیونی)
سه خواهر( ترکی استانبولی: Üç Kız Kardeş ) یک سریال درام ترکی است که بر اساس رمانی به همین نام اثر اجلال آیدین ساخته شده است.   از تاریخ ۳ اسفند سال ۱۴۰۰  از کانال دی پخش شده است.

## داستان
مجموعه «سه خواهر» با داستان خواهران تورکان، دونوش و دریا که ارتباط بسیار قوی ای با یکدیگر دارند، مخاطب را تحت تاثیر قرار خواهد داد. «سه خواهر» با داستان صمیمانه و گرم خانوادگی خود، حکایت از پیوندهای خانوادگی دارد.

## بازیگران

### بازیگران اصلی
| بازیگر          | شخصیت                | قسمت ها |
| --------------- | -------------------- | ------- |
| اجلال آیدین     | نسرین کالندر         | 1-      |
| رها اوزجان      | صادق کالندر          | 1-      |
| اوزگو کایا      | تورکان کالندر کورمان | 1-      |
| آلمیلا ادا      | دونوش کالندر         | 1-      |
| ملیسا بربراوغلو | دریا کالندر          | 1-      |
| برکر گوون       | سومر کورمان          | 1-      |